# Котельников, Евгений Петрович
Евгений Петрович Котельников (укр. Євген Петрович Котельников; 21 марта 1939, Киев — 19 декабря 2017, Киев) — советский футболист, защитник. Позже — футбольный тренер и спортивный функционер. Мастер спорта СССР, заслуженный тренер Украины, заслуженный работник физической культуры и спорта Украины. Награждён почётным знаком Федерации футбола Украины «За личный вклад в развитие украинского футбола», знаком «Отличник образования Украины» и золотым знаком отличия Профессиональной футбольной лиги.

## Карьера футболиста
Родился 21 марта 1939 года в Киеве на Байковой горе. Пережил немецкую оккупацию города во время Великой Отечественной войны. Вырос в киевском районе Сталинка. В 1952 году попал в группу подготовки киевского «Динамо». Его первыми тренерами были Николай Павлович Мельниченко и Николай Фёдорович Фоминых. В юношеской команде Котельников был капитаном и играл вместе с Валерием Лобановским. Поступил в Киевский политехнический институт, однако из-за материального положения в семье решил сосредоточиться на работе. Евгений устроился на завод «Арсенал» слесарем. Параллельно с работой играл в заводской команде. Котельникова приглашали в футбольную школу молодёжи (ФШМ), где предлагали зарплату 800 рублей. Однако после того, как он получил зарплату в 1200 рублей, решил остаться на заводе. С 1956 года по 1957 год находился в стане киевского «Динамо». В 1957 году команда стала серебряным призёром чемпионата СССР среди юношей, уступив в финальном матче тбилисскому «Динамо» (2:3).
В 1958 году перешёл в винницкий «Локомотив», где играли и другие воспитанники «Динамо». Первый сезон в новой команде завершился третьим местом в подгруппе Первой лиги СССР. Сезон 1959 года завершился для «Локомотива» победой в турнире, однако в связи с изменением правил команда в Высший дивизион не вышла. За это достижение всем игрокам было присвоено звание мастеров спорта СССР. В 1960 году винничане стали вторыми в Первой лиге, уступив лишь николаевскому «Судостроителю».
В 1961 году «Локомотив» в товарищеской игре обыграл бразильскую «Мадурейру». Первая лига завершилась для команды вновь на втором месте. На этот раз «железнодорожники» уступили одесскому «Черноморцу», а затем заняли третье место в финальном турнире, обыграв луганские «Трудовые резервы». В 1962 году Котельников окончил Винницкий государственный педагогический университет по специализации «тренер-преподаватель». Очередной сезон для «Локомотива» в своей зоне завершился на третьем месте, после чего в финальном турнире команда финишировала на шестнадцатом месте и вылетела во Вторую лигу. Сам Котельников в этом розыгрыше не являлся игроком основы, сыграв лишь в трёх играх.
Зональный этап Второй лиги «Локомотив» завершил на первом месте, а в стыковых матчах занял второе место, уступив одесскому СКА. В 1964 году зональный этап «железнодорожники» завершили на втором месте, а в финальном этапе стали первыми и вернулись в Первую лигу. Всего за «Локомотив» выступал на протяжении восьми сезонов и сыграл в более ста пятидесяти матчах.
Карьеру футболиста завершил в 1966 году в двадцатисемилетним возрасте в составе бердянского «Торпедо». Причиной завершения игровой карьеры стала неудачная операция на мениске.

## Карьера тренера и функционера
По окончании карьеры футболиста перешёл на работу детским тренером в киевском «Динамо», дебютировав на этой должности в 1967 году. Среди его воспитанников Владимир Бессонов, Геннадий Литовченко, Владимир Лозинский, Алексей Михайличенко, Павел Яковенко, Вадим Лазоренко и Виктор Сахно. С 1977 года по 1990 год являлся государственным тренером СССР по футболу Федерации футбола Украины. В 1983 году возглавлял сборную Украинской ССР на летней Спартакиаде народов СССР 1983, где его команда заняла четвёртое место. В 1986 году Котельникова отправили в Нигер с целью оказания методической помощи, где он работал в течение месяца.
Работал в отделе футбола спортивного комитета в Киеве. В августе 1991 года в спорткомитет обратились представители «Руха», которые потребовали немедленного выхода из состава союзной федерации футбола. Спорткомитет предлагал выйти из состава федерации по окончании сезона, однако представители «Руха», среди которых был Ярослав Кендзёр, настаивали на немедленном выходе. В сентябре было принято решение вернуться к вопросу выхода из состава союзной федерации в декабре, по окончании сезона. 13 декабря 1991 года состоялось собрание, на котором было принято решение о создании Федерации футбола Украины и выходе из состава союзной федерации.
Котельников стал первым вице-президентом Федерации футбола Украины. Он занимался организацией первого чемпионата независимой Украины и первого матча сборной Украины против Венгрии. В сезоне 1995/96 являлся вице-президентом киевского ЦСКА-Борисфена, который тогда занял четвёртое место в чемпионате Украины. В 1997 году вернулся в киевское «Динамо» по приглашению Григория Суркиса на должность начальника управления футбола. Котельников занимался «Динамо-2», «Динамо-3», клубной академией и ДЮФШ. Вместе с Павлом Яковенко создал футбольный спецкласс для детей 1985 года рождения. Когда Яковенко возглавил молодёжную сборную Украины, Котельников занимался курированием команды. Котельников являлся главой комитета юношеского футбола и членом исполнительного комитета Федерации футбола Украины.

## Достижения
«Локомотив» (Винница)
- Победитель первой лиги (1): 1959
- Бронзовый призёр первой лиги (1): 1961
- Победитель второй лиги (1): 1964
- Серебряный призёр второй лиги (1): 1961

## Личная жизнь
С будущей супругой Татьяной познакомился в киевском кинотеатре, а в 1962 году женился на ней. Вырастил двух дочерей. Старшая дочь Оксана окончила факультет романо-германской филологии Киевского университета, а младшая Екатерина — Киевский техникум гостиничного хозяйства.
Любимая книга Котельникова — «Мастер и Маргарита» Михаила Булгакова.

## Статистика
| Сезон                                       | Клуб                | Лига        | Чемпионат | Чемпионат | Кубок | Кубок |
| Сезон                                       | Клуб                | Лига        | Игры      | Голы      | Игры  | Голы  |
| ------------------------------------------- | ------------------- | ----------- | --------- | --------- | ----- | ----- |
| 1958                                        | Локомотив (Винница) | Первая лига | 15        | 0         | 4     | 0     |
| 1959                                        | Локомотив (Винница) | Первая лига | 20        | 0         | 3     | 0     |
| 1960                                        | Локомотив (Винница) | Первая лига | 19        | 0         |       |       |
| 1961                                        | Локомотив (Винница) | Первая лига | 32        | 0         | 2     | 0     |
| 1962                                        | Локомотив (Винница) | Первая лига | 3         | 0         |       |       |
| 1963                                        | Локомотив (Винница) | Вторая лига | 35        | 0         | 1     | 0     |
| 1964                                        | Локомотив (Винница) | Вторая лига | 37        | 1         | 3     | 0     |
| 1965                                        | Локомотив (Винница) | Первая лига | 21        | 0         | 1     | 0     |
| 1966                                        | Торпедо (Бердянск)  | Вторая лига | 14        | 0         | 1     | 0     |
| Источник: Профиль на сайте FootballFacts.ru |                     |             |           |           |       |       |